# Oost-Timor op de Olympische Winterspelen 2022
Oost-Timor nam deel aan de Olympische Winterspelen 2022 in Peking in China. Het is de derde keer dat het land deelneemt aan de Winterspelen. De ploeg bestond uit één deelnemer, de skiër Yohan Goutt Gonçalves. Hij kwam ook in 2014 en 2018 uit voor Oost-Timor. Hij deed mee aan de slalom en de reuzenslalom, maar wist geen medailles te winnen.

## Deelnemers en resultaten

### Alpineskiën
Mannen
| Naam                  | Onderdeel    | 1e run  | 1e run | 2e run  | 2e run | Totaal  | Totaal |
| Naam                  | Onderdeel    | Tijd    | Rang   | Tijd    | Rang   | Tijd    | Rang   |
| --------------------- | ------------ | ------- | ------ | ------- | ------ | ------- | ------ |
| Yohan Goutt Gonçalves | Reuzenslalom | 1:21,52 | 52     | DNF     | DNF    | DNF     | DNF    |
| Yohan Goutt Gonçalves | Slalom       | 1:15,48 | 52     | 1:09,19 | 45     | 2:24,67 | 45     |

Albanië · Amerikaans-Samoa · Amerikaanse Maagdeneilanden · Andorra · Argentinië · Armenië · Australië · Azerbeidzjan · België · Bolivia · Bosnië en Herzegovina · Brazilië · Bulgarije · Canada · Chili · China · Chinees Taipei · Colombia · Cyprus · Denemarken · Duitsland · Ecuador · Eritrea · Estland · Filipijnen · Finland · Frankrijk · Georgië · Ghana · Griekenland · Groot-Brittannië · Haïti · Hongarije · Hongkong · Ierland · IJsland · India · Iran · Israël · Italië · Jamaica · Japan · Kazachstan · Kirgizië · Kosovo · Kroatië · Letland · Libanon · Liechtenstein · Litouwen · Luxemburg · Madagaskar · Maleisië · Malta · Marokko · Mexico · Moldavië · Monaco · Mongolië · Montenegro · Nederland · Nieuw-Zeeland · Nigeria · Noord-Macedonië · Noorwegen · Oekraïne · Oezbekistan · Oost-Timor · Oostenrijk · Pakistan · Peru · Polen · Portugal · Puerto Rico · Roemenië · San Marino · Saoedi-Arabië · Servië · Slovenië · Slowakije · Spanje · Thailand · Trinidad en Tobago · Tsjechië · Turkije · Verenigde Staten · Wit-Rusland · Zuid-Korea · Zweden · Zwitserland
Russische ploeg